# ガール (ビートルズの曲)
「ガール」（Girl）は、ビートルズの楽曲である。1965年発売された6作目のイギリス盤公式オリジナル・アルバム『ラバー・ソウル』に収録された。レノン＝マッカートニー名義となっているが、ジョン・レノンによって書かれた楽曲。アルバム『ラバー・ソウル』のセッションで最後に録音された楽曲で、ビートルズのラブソングの中でも、メランコリックで複雑な楽曲となっている。

## 背景・曲の構成
楽器によるイントロはなく、レノンのボーカルから始まる。演奏面では「アンド・アイ・ラヴ・ハー」や「ミッシェル」と同じくギリシャ音楽との類似点が見られる。歌詞のインスピレーションについて、1980年のインタビューでレノンは「まだ見ぬ理想の女性像を歌ったもの。結果的にそれはヨーコのことだった」と語っている。またレノンは同年に「ウーマン」という曲を発表しているが、これについても「ビートルズ時代に作った『ガール』の1980年版だよ」と語っている。
ポール・マッカートニーは、1994年に「基本的なアイデアはジョンだけど、共作だ。"Was she told when she was young that pain would lead to pleasure"と"That a man must break his back to earn his day of leisure"というフレーズを書いたことを覚えている」と語っているが、1970年の『ローリング・ストーン』誌のインタビューで、レノンはキリスト教に対する言及としてこれらのフレーズを書いたと説明している。

## レコーディング
「ガール」のレコーディングは、1965年11月11日にEMIレコーディング・スタジオで行われた。レノンとジョージ・ハリスンは、カポタストを付けたアコースティック・ギターを演奏した。音楽学者のウォルター・エヴェレットは、著書の中でハリスンのギターについて「ネックの高い位置にカポタストを付けて、シタールのような音を作り出している」と書いている。
レノンのリード・ボーカルのトラックの合間には、息継ぎの音が含まれている。これについて、マッカートニーは「ジョンが息継ぎの音を使って親密な感じを出そうとしていたことを記憶している。ジョージ・マーティンが声に特別なコンプレッサーをかけて、そこにジョンがダビングしたんだ」と語っている。その後、リンゴ・スターがブラシで叩いたシンバルの音に近い、高音のバッキング・ボーカルが加えられた。中間部では、マッカートニーとハリスンが「tit（おっぱい）」という単語を繰り返して歌っている。マッカートニーは、このボーカル・アレンジについてビーチ・ボーイズの影響を受けているとし、「彼らが"la la la la"と歌っているのが好きだったんだけど、同じことはしたくなかったから代わりの言葉を探した」と語っている。

## リリース
「ガール」は、イギリスで1965年12月3日に発売されたオリジナル・アルバム『ラバー・ソウル』のB面2曲目に収録された。3日後にアメリカで発売された同名の編集盤にもB面2曲目に収録された。イギリスや米国ではシングル・カットされなかったが、ヨーロッパ諸国では1966年初頭に発売されたシングル盤『ミッシェル』のB面曲、イタリアではB面に「ひとりぼっちのあいつ」を収録したシングル盤としてリカットされた。
その後『ザ・ビートルズ1962年〜1966年』、『ラヴ・ソングス』、『リヴァプールより愛を込めて ザ・ビートルズ・ボックス』などのコンピレーション・アルバムに収録され、1981年に韓国で発売された『ビートルズ バラード・ベスト20』の同国盤には、歌詞に検閲が入った「ノルウェーの森」の代替として1993年まで収録されていた。
2006年にシルク・ドゥ・ソレイユのミュージカルのサウンドトラックとして発売された『LOVE』が、2011年にiTunes Storeで配信が開始された際に、ボーナス・トラックとして他のビートルズの楽曲とコラージュされた音源が収録された。

## クレジット
※出典
- ジョン・レノン - リード・ボーカル、アコースティック・ギター
- ポール・マッカートニー - バッキング・ボーカル、ベースギター
- ジョージ・ハリスン - バッキング・ボーカル、アコースティック・ギター（リードギター）、12弦ギター
- リンゴ・スター - ドラムス

## カバー・バージョン
- セント・ルイス・ユニオン（英語版） - 1966年1月にシングル盤として発売。全英シングルチャートで最高位11位を獲得した[15][16]。
- トゥルース - 1966年にシングル盤として発売。全英シングルチャートで最高位27位を獲得した[17]。
- ブラザース・フォア - 1966年に発売されたカバー・アルバム『The Brothers Four Sing Lennon/McCartney』に収録。
- 深町純 - 1972年に発売された『ピアノ・ソロ ベスト・オブ・ビートルズ』に収録。ピアノのインストゥルメンタルとしてカバー[18]。
- ヤング101（1973年） - 『NHKステージ101』のアルバム『ヤング集合!!』収録。
- たま - 1990年代にテレビ番組やライブにて独自の訳詞をあててカバーした[注釈 1]。なお、1980年代からビートルズの楽曲著作権保護が強化され、その影響で、1960年代や1970年代にカバーの際に行われていた歌詞の変更（替え歌及び訳詞）が世界的に認められなったことから、このカバー版は現在も商品化されていない[19]。
- レット・ミラー（英語版） - 2005年に発売されたトリビュート・アルバム『This Bird Has Flown - A 40th Anniversary Tribute to the Beatles' Rubber Soul』に収録[20]。

また、ビートルズのパロディ・バンドであるTHE GOGGLESは、本作のパロディ曲「BOY（ボーイ）」を発表している。